# Timp pentru a trăi (film din 1969)
Timp pentru a trăi (titlul original: în germană Zeit zu leben) este un film dramatic est-german, realizat în 1969 de regizorul Horst Seemann, protagoniști fiind actorii Leon Niemczyk, Jutta Hoffmann, Jürgen Hentsch și Traudl Kulikowsky.

## Rezumat
După război, Lorenz Reger, luptător de rezistență și comunist, și-a folosit toată puterea pentru a ajuta la a se construi un stat german socialist. Când află că este bolnav în stadiu terminal, medicul îl sfătuiește să se odihnească în sfârșit. Dar Reger decide să-și asume o altă sarcină mare: să aducă o companie mare degradată la standardele mondiale. Pentru el, viața nu are sens fără muncă creativă. În scurt timp, a reușit să stabilească o relație de încredere între angajați și noua conducere. În condițiile schimbate, muncitorul Kalabis își recapătă vechiul entuziasm. Reger îi ajută pe cuplul căsătorit Katja și Fred Sommer să obțină noi perspective, sprijinind dezvoltarea de către Fred a unui computer electronic, care a fost ignorat de ani de zile, și permițându-i soției sale să-și reia munca obținând un loc de grădiniță. Angajamentul său exemplar l-a convins în cele din urmă și pe fiul său Klaus, care se simțea adesea neglijat. Reger a reușit să conducă compania la un echilibru pozitiv prin motivarea oamenilor. Exemplul lui continuă dincolo de moartea sa.

## Distribuție
- Leon Niemczyk – Lorenz Reger
- Jutta Hoffmann – Katja Sommer
- Jürgen Hentsch – Fred Sommer
- Traudl Kulikowsky – Monika May
- Frank Schenk – Klaus Reger
- Fred Delmare – Alfred Kalabis
- Dieter Wien – Rudi Sprengler, secretarul de partid
- Iwan Perewersew – profesorul Rossow
- Werner Lierck – Hein
- Hans Hardt-Hardtloff – portarul Hempel
- Mathilde Danegger – Großmutter Reger
- Erik S. Klein – Hans Weber
- Gudrun Ritter – Erna Kalabis
- Jelena Maximowa – mama rusoaică
- Jürgen Frohriep – domnul Mangold
- Uwe-Detlev Jessen – Joachim Kampe
- Christoph Beyertt – dr. Heinz, directorul tehnic
- Marie Anne Fliegel – brigadiera
- Carmen-Maja Antoni – Maria Strehler, muncitoare
- Hannelore Erle – secretara Margot Schwarz
- Otmar Richter – ofizerul german
- Johannes Maus – Schwertmann
- Arnim Mühlstädt – Laux
- Tessy Fehring-Bortfeldt – doamna Weber
- Otto Lang – profesorul în vârstă
- Monica Bielenstein – Angelika
- Klaus Schleiff – Fritz Ebel
- Christel Leuner – Elfriede Ebel
- Linde Sommer – doamna Suschke
- Karin Gregorek – vânzătoarea de flori
- Thomas Weisgerber – bărbazul de la SA
- Willi Schrade – muncitorul
- Karin Boyd – studenta
- Erik Veldre – Günther
- Günter Wolf – Eddi Beier
- Wolfgang Holz – inginerul Grosse
- Dieter Montag – un student
- Berndt Stübner – un student
- Norbert Speer – un student
- Wolfgang Greese – ministrul
- Walter Kröter – locțiitorul directorului general
- Karl-Heinz Weiß – secretarul de stat
- Heinz Hellmich – profesorul
- Joachim Tomaschewsky – Hänselmann
- Sina Fiedler – secretara